# Araneus marmoroides
Araneus marmoroides là một loài nhện trong họ Araneidae.
Loài này thuộc chi Araneus. Araneus marmoroides được Ehrenfried Schenkel-Haas miêu tả năm 1953.